# Seceda
Die Seceda (ladinisch Secëda, italienisch Secèda) ist ein 2519 m s.l.m. hoher Berg in Südtirol.

## Lage und Umgebung
Der die Talschaft Gröden nördlich begrenzende Berg liegt in der Geislergruppe in den Dolomiten. Über den Gipfel verläuft die Gemeindegrenze zwischen St. Ulrich, St. Christina und Villnöß. Richtung Norden und Westen grenzt die Seceda an Raschötz, gegen Osten an die Geislerspitzen, im Südosten geht die Seceda in die Mastlè-Alm über. Südlich der Seceda vorgelagert befindet sich der Pitschberg.
Der Berg weist nach Norden und Westen steile, brüchige Abstürze auf, die Teil des Naturparks Puez-Geisler sind. Gegen Südosten hat die Seceda den Charakter einer flach ansteigenden Alm. In unmittelbarer Gipfelnähe befinden sich die Bergstation der Seilbahn (2453 m) und ein Bergrestaurant.

## Namensherkunft
Der Name des Berges wird vom lateinischen Wort siccus (trocken) abgeleitet. Er bezieht sich auf das dürre und trockene Weidegelände unterhalb des Gipfels.

## Toponomastik
Siehe dazu die Karte der ladinischen Namen der Umgebung.

## Sport

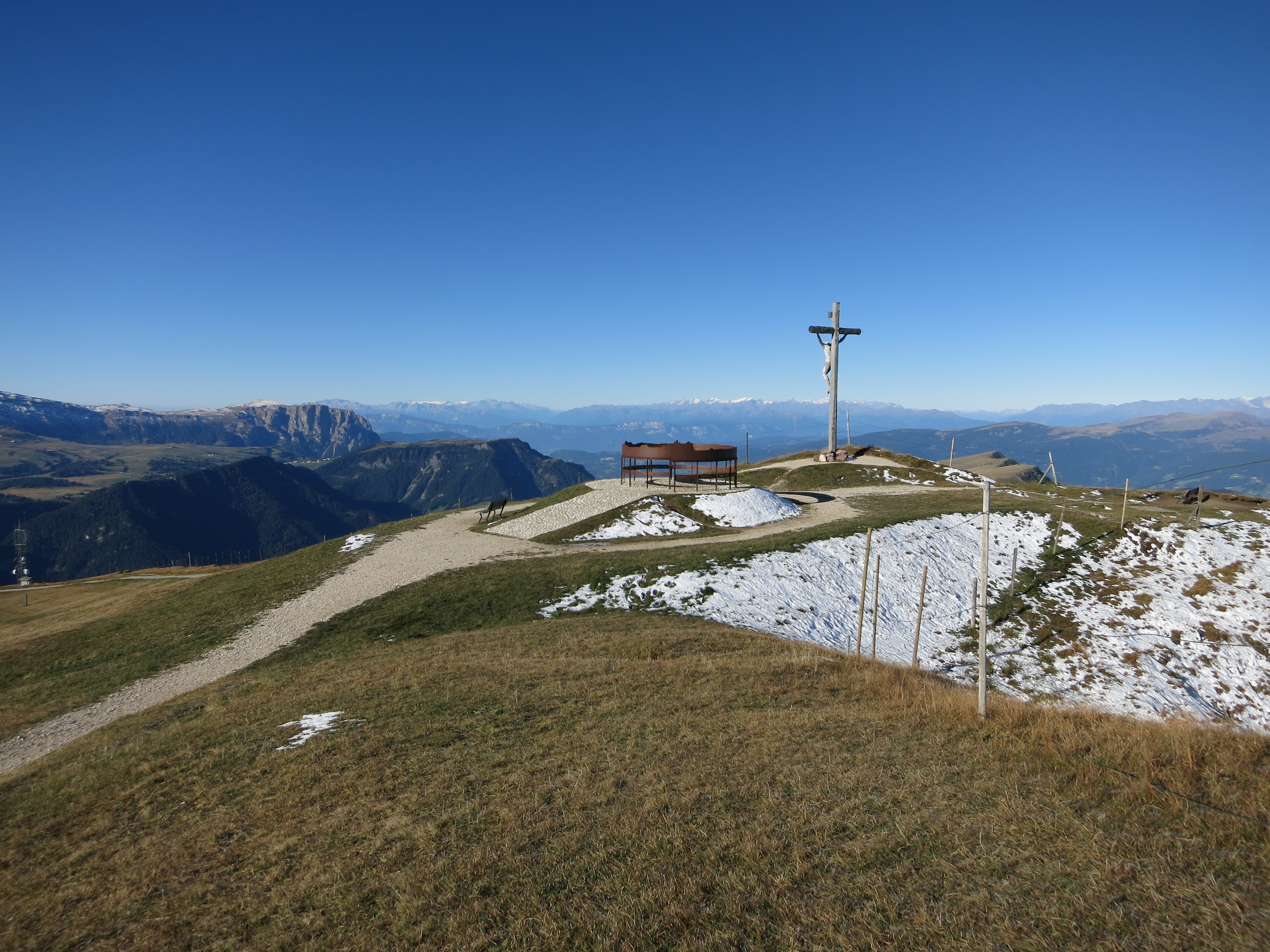
Auf dem Gipfel der Seceda

Die Seceda-Alm wird im Winter als Skigebiet genutzt (Höhenlagen von 2.500 m bis 1.200 m), es gibt u. a. Pisten nach St. Ulrich (10,5 km) und St. Christina (6 km). Das Gebiet ist Teil des Skikarussells Seceda-Col Raiser-Raschötz. Ein Höhepunkt der jährlichen Skisaison ist die Gardenissima, das längste Riesentorlaufrennen der Welt. Der Start liegt dabei neben der Spitze der Seceda. Eine der längsten Skiabfahrten der Dolomiten, La Longia genannt (8,8 km), führt von der Seceda-Anhöhe (2500 m) bis in den Ort St. Ulrich (1300 m).
Im Sommer ist die Seceda ein Wandergebiet. Über die Pana-Scharte führt ein eher schwierig begehbarer Weg in Richtung Norden zur Brogles-Alm mit der Brogleshütte.